# Congratulations (låt av Cliff Richard)
Congratulations är en brittisk låt skriven av Bill Martin & Phil Coulter. Sången framfördes av Cliff Richard för Storbritannien i Eurovision Song Contest 1968 och kom på andra plats medan Spanien kom på första plats med 1 poäng mer än Storbritannien.
En del av refrängen har slående likheter med Otto Borgströms svenska visa "Korpral Kanon".

## Listplaceringar
| Lista (1968)   | Placering        |
| -------------- | ---------------- |
| Australien     | 4 (Go Set)       |
| Danmark        | 1 (DR "Top 20")  |
| Finland        | 3                |
| Frankrike      | 20               |
| Irland         | 1                |
| Nederländerna  | 6                |
| Norge          | 1                |
| Nya Zeeland    | 2 (NZ Listner)   |
| Schweiz        | 2                |
| Spanien        | 1                |
| Storbritannien | 1                |
| Sverige        | 1 (Kvällstoppen) |
| Sverige        | 1 (Tio i topp)   |
| Västtyskland   | 3                |
| Österrike      | 2                |

### Fotnoter
1. ↑  Digitaltmuseum.se
2. ↑  ”Listplacering”. https://gosetcharts.com/1968/19680605.html. Läst 24 april 2021.
3. ↑  ”Hejmdal, "Ung 68", Listplacering”. https://www2.statsbiblioteket.dk/mediestream/avis/record/doms_aviser_page%3Auuid%3A3a637fbd-218a-48f3-97bd-4198d325d5ca/query/Hejmdal/page/doms_aviser_page%3Auuid%3A31a54cdb-261f-479d-8323-839fb9344a89. Läst 24 april 2021.
4. ↑  ”Listplacering”. http://suomenlistalevyt.blogspot.com/2015/08/rem-rob.html. Läst 24 april 2021.
5. ↑  ”Listplacering”. http://www.infodisc.fr/Tubes_Artistes_R.php. Läst 24 april 2021.
6. ↑  ”Listplacering”. http://irishcharts.ie/search/placement?page=1&search_type=title&placement=Congratulations. Läst 24 april 2021.
7. ↑  ”Listplacering”. http://dutchcharts.nl/showitem.asp?interpret=Cliff+Richard&titel=Congratulations&cat=s. Läst 28 april 2011.
8. ↑  ”Listplacering”. http://norwegiancharts.com/showitem.asp?interpret=Cliff+Richard&titel=Congratulations&cat=s. Läst 28 april 2011.
9. ↑  ”Listplacering”. Arkiverad från originalet den 24 april 2021. https://web.archive.org/web/20210424084538/http://www.flavourofnz.co.nz/index.php?qpageID=search%20listener&qartistid=10#n_view_location. Läst 24 april 2021.
10. ↑  ”Listplacering”. http://hitparade.ch/showitem.asp?interpret=Cliff+Richard&titel=Congratulations&cat=s. Läst 28 april 2011.
11. ↑  Salaverri, Fernando (2005). Sólo éxitos: año a año, 1959–2002 (1:a uppl.). ISBN 978-84-8048-639-2
12. ↑  ”Cliff Richard Chart History” (på engelska). The Official UK Charts Company. https://www.officialcharts.com/artist/19899/cliff-richard/. Läst 24 april 2021.
13. ↑  Hallberg, Eric (1993). Kvällstoppen i P3 (1:a uppl.). ISBN 91-630-2140-4
14. ↑  Hallberg, Eric (1998). Tio i topp - med de utslagna på försök 1961-74 (1:a uppl.). ISBN 91-972712-5-X
15. ↑  ”Charts Surfer – Söktjänst”. http://www.charts-surfer.de/. Läst 24 april 2021.
16. ↑  ”Listplacering”. http://austriancharts.at/showitem.asp?interpret=Cliff+Richard&titel=Congratulations&cat=s. Läst 28 april 2011.